# Farida Ismagilowna Gainullina

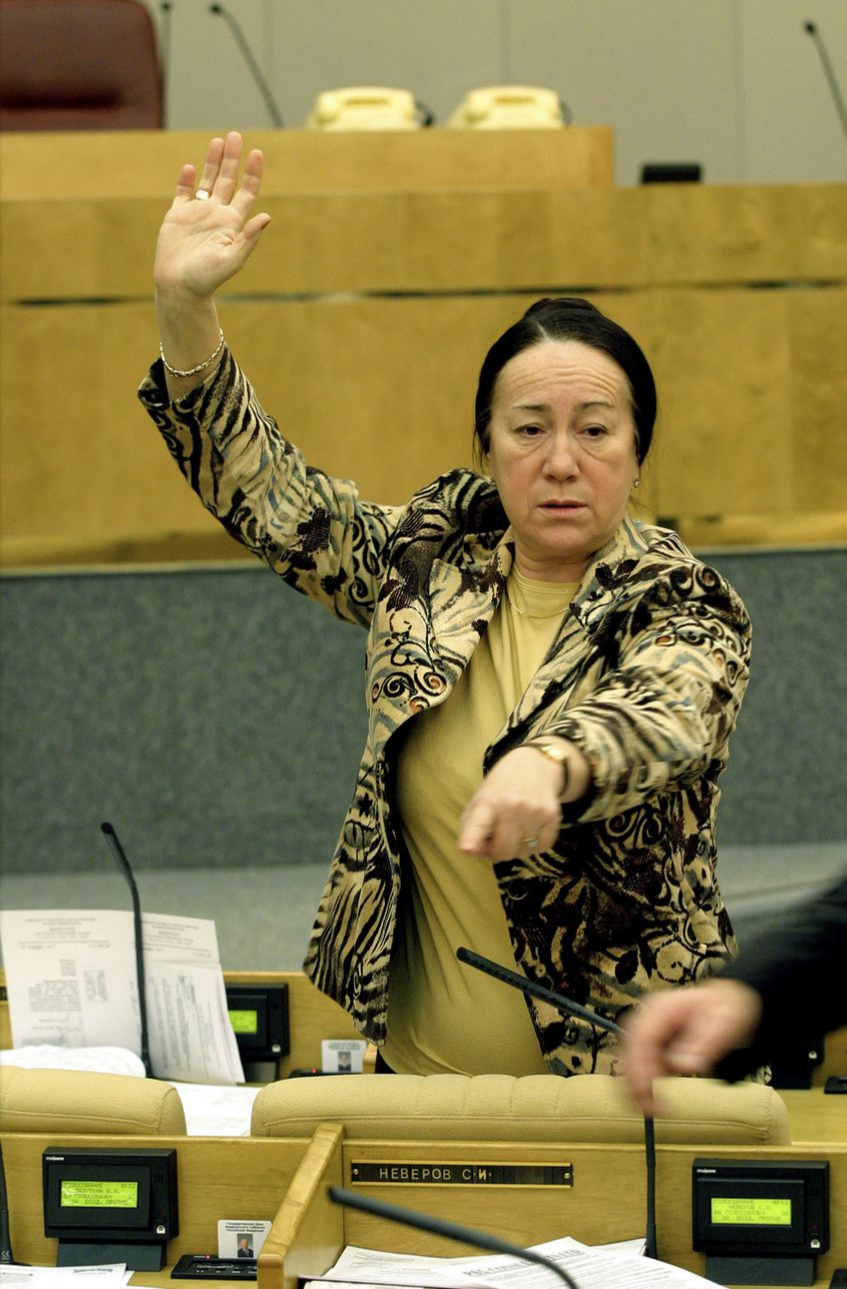
Farida Ismagilowna Gainullina (2003)

Farida Ismagilowna Gainullina (russisch Фарида Исмагиловна Гайнуллина; * 28. März 1947 in Kasan) ist eine  sowjetische bzw. russische Politologin und Politikerin.

## Leben
Nach dem Mittelschulabschluss 1965 studierte Gainullina am Kasaner S.-N.-Kirow-Chemie-Technologie-Institut mit Abschluss als Ingenieur-Technologe 1970.
Darauf arbeitete Gainullina im Kasaner Computer-Werk. Sie trat 1974 in die KPdSU ein und wurde sogleich Vizevorsitzende des Gewerkschaftskomitees, um 1980 Vizesekretärin des Parteikomitees des Computer-Werks zu werden. Es folgten Arbeitsstellen mit Leitungsfunktionen in der Partei- und der Gewerkschaftsorganisation der entstehenden Republik Tatarstan.
Daneben arbeitete Gainullina wissenscaftlich und fertigte eine Kandidat-Dissertation über die Interaktion der Gewerkschaften der Republik Tatarstan mit den Organisationen der staatlichen Macht während des Übergangs zur Marktwirtschaft, die sie 1996 an der Moskauer Akademie für Arbeit und soziale Beziehungen mit Erfolg für die Promotion zur Kandidatin der politischen Wissenschaften verteidigte. Dort verteidigte sie auch 1999 ihre Doktor-Dissertation mit einer politologischen Analyse der Entstehung des Systems der Sozialpartnerschaft in der Republik Tatarstan erfolgreich für die Promotion zur Doktorin der politischen Wissenschaften.
Für die Wählervereinigung Vaterland - Allrussland wurde Gainullina 1999 in die Staatsduma gewählt. Sie wurde Vizevorsitzende des Komitees für Gus-Angelegenheiten und war ab 2000 Vizefraktionsvorsitzende. Bei der Dumawahl 2003 wurde sie wiedergewählt. Bei der Dumawahl 2007 wurde sie als Abgeordnete der Partei Einiges Russland gewählt. Während ihrer Abgeordnetenzeit (bis 2011) war sie an 31 Gesetzgebungsverfahren beteiligt.

## Ehrungen, Preise
- Silbermedaille für Verdienste um die Gewerkschaftbewegung der Allunionskonföderation der Gewerkschaften
- Orden der Völkerfreundschaft[1]
- Orden der Freundschaft (2002)[5]
- Orden der Ehre (2006)[1]